# Plemeniti papinski zavod Capranica
Plemeniti papinski zavod Capranica (Almo Collegio Capranica) je najstarija rimska bogoslovija, koju je 1457. godine osnovao kardinal Domenico Capranica (1400. – 1458.) u vlastitoj palači za trideset mladih kandidata, kako bi se školovali za svećeništvo.
Capranica je dala mnoge značajne crkvene osobe, uključujući pape Benedikta XV. i Pija XII., brojne kardinale i blaženog Luigija Novaresea.